# Амели Ленс
Амели Ленс (рођена 31. маја 1990) је белгијски Ди-џеј електронске музике, продуцент и сувласник Ленске издавачке куће. Она има потписан уговор са Пан-Потом и његовом издавачком кућом Секнд стејт рикордс, са њима је објавила неколико синглова и ЕП-ова, до сада је најуспешнији 2017. године је Контрадикшн ЕП. Такође је снимала за музичке куће Драмкод и Елвејт. Њени наступи уживо теже према бас - хеви минимал техну, миксовању класичног есид и трибал хауса са утицајем модерног европског техно звука.
Ленс је обишла велики део Европе и Северне Америке, укључујући и 2017. наступ на ЛаПлаж де Глазарт у Паризу и на фестивалу Авејкнингс 2018. у Холандији.

## Младост
Ленс је рођена у Вилвурду. Од раног детињства ју је интересовала музика. Наводи Најн Инч Нејлс, Андрворлд, Бојс Нојз и Елен Алијен као ране утицаје. Ушла је у електронску музику са 16 година, након што је присуствовала Фестивалу Дур 2006. године у Белгији, искуству које описује као "промену живота". Она каже: "Чим сам се вратила кући, почела сам да читам и истражујем о историји електронске музике и открила толико нових уметника и музичких брендова. Било је то као да ми се отворио нови свет; направила сам плејлисте на Ајтјунсу, стављајући песме по редоследу који ми се допао, као подкаст, али без микса.

## Каријера
Ленс је одустала од свог рада у модној индустрији 2014. године, и почела да се бави Ди-џејингом под тадашњим именом Рене, пуштајући углавном бас-хеви минимал техно, добила је посао у клубу Лавиринт у Хаселту, у Белгији, где је изградила довољно репутације за обилазак Европе. У скорије време, њена енергија на наступима поставља је за једног од утицајнијих есид и трибал хаус ди-џејева у Европи.

## Музички звук и опрема
Често наступа уживо користећи Пионер кутију ефеката, коју користи за ”додавање слојева у микс. Има уграђени семплер и персонализоване ефекте који у потпуности могу да реформишу нумеру која се репродукује. Као и све, његова употреба је повремена. Понекад је једва додирнем, али када наступам у најпосећенијим сатима, то заиста сија. Посебно тражим и купујем траке које ће добро радити са уређајем."

## Дискографија
- 2016: Ексхејл[10]
- 2016: Лет ит Гоу
- 2017: Контрадикција[2]
- 2017: Стеј вит ми
- 2017: Нел
- 2019: Басил ЕП